# Crângurile
Crângurile est une commune du județ de Dâmbovița en Roumanie.